# Mabel Segun
Mabel Segun   (Estat d'Ondo, 18 de febrer de 1930 - 6 de març de 2025) va ser una poeta, dramaturga i escriptora nigeriana de contes i llibres infantils. També va ser professora, locutora de ràdio i esportista. El 2007 va rebre el Premi LNG Nigèria de literatura.